# Mineola, Texas
Mineola là một thành phố thuộc quận Wood, tiểu bang Texas, Hoa Kỳ. Năm 2010, dân số của xã này là 4515 người.

## Dân số
- Dân số năm 2000: 4550 người.
- Dân số năm 2010: 4515 người.